# Access Industries
Access Industries, Inc. er et privatejet amerikansk holdingselskab, der blev grundlagt i 1986 af sovjetisk-fødte Leonard Blavatnik, som også er CEO. Access Industries har tre forretningsgrene: naturressourcer og kemikalier; medier og telekommunikation; og fast ejendom. Selskabet ejer Warner Music Group.